# Земо Чочеті
Земо Чочеті (груз. ზემო ჩოჩეთი) — село в Грузії.
За даними перепису населення 2014 року в селі проживає 444 особи.